# Shapoul Ali
Shapoul Ali (Kirkoek, 16 juli 1990) is een Nederlands voetballer van Iraaks-Koerdische komaf die als aanvaller speelt.

## Loopbaan
Ali doorliep de jeugdopleiding van Vitesse 1892, ESCA, ESA Rijkerswoerd en N.E.C.. Hij zat op 14 september 2009 voor het eerst bij de wedstrijdselectie van het eerste elftal van N.E.C. bij de uitwedstrijd tegen SBV Vitesse. Op 27 september maakte hij zijn debuut voor N.E.C. in de thuiswedstrijd tegen Heracles Almelo. In oktober brak hij zijn middenvoetsbeentje en was maanden geblesseerd. In 2010 werd zijn contract bij N.E.C. niet verlengd.
Vanaf de zomer van 2010 speelt hij voor amateurclub AZSV uit Aalten. Op 25 oktober 2010 speelde hij namens Go Ahead Eagles mee in een oefenwedstrijd waarbij hij scoorde.
In het seizoen 2011/12 speelt Ali voor eersteklasser VV De Bataven uit Gendt. Samen met ploeggenoot Rashwan Taher werd hij in oktober 2011 opgeroepen voor een trainingsstage van het Iraaks voetbalelftal In het seizoen 2012/13 zou hij in eerste instantie uitkomen voor FC Presikhaaf, maar tekende uiteindelijk een contract bij Orihuela CF. Na zeven wedstrijden waarin hij eenmaal scoorde in de Segunda Division B verliet hij de Spaanse club. In 2013 keerde hij terug bij Presikhaaf. In het seizoen 2014/15 speelt hij voor SV Babberich. Vanaf het seizoen 2015/16 komt hij uit voor VV DUNO. Medio 2020 ging Ali naar Sportclub N.E.C.. Een seizoen later ging Ali naar MASV maar vertrok daar al eind september 2021. In 2022 ging hij naar DTS Ede.